# Juvanzé
Juvanzé (1793 und 1801 noch mit den Schreibweisen Juvanzey und Juvauzé) ist eine französische Gemeinde mit 35 Einwohnern (Stand: 1. Januar 2022) im Département Aube in der Region Grand Est (bis 2015 Champagne-Ardenne). Sie gehört zum Arrondissement Bar-sur-Aube und zum Gemeindeverband Lacs de Champagne. Die Bewohner nennen sich Vandois.

## Geografie
Die Gemeinde Juvanzé liegt am Fluss Aube, etwa 50 Kilometer östlich von Troyes im Regionalen Naturpark Forêt d’Orient. Die 4,97 km² große Gemeinde umfasst einen Abschnitt des linken Aube-Ufers sowie ein vier Kilometer nach Nordosten ausgreifendes sanft ansteigendes Terrain, das den Wald Bois de Beaulieu einschließt. Zwischen diesem Wald im Osten und der Aube im Westen liegt ein Streifen fruchtbares Ackerland. Das Dorf Juvanzé zwängt sich in einer engen Flussschleife der Aube, an deren Ufern es noch Reste von Auwäldern gibt. Nachbargemeinden von Juvanzé sind Unienville im Südwesten, Westen und Nordwesten, La Rothière im Norden und Osten sowie Trannes im Süden.

## Bevölkerungsentwicklung
| Jahr      | 1962 | 1968 | 1975 | 1982 | 1990 | 1999 | 2011 | 2021 |
| Einwohner | 43   | 36   | 32   | 22   | 27   | 37   | 27   | 35   |

In den Jahren 1851 und 1856 wurde mit 101 Bewohnern die bisher höchsten Einwohnerzahlen ermittelt. Die Zahlen basieren auf den Daten von cassini.ehess.fr und insee.fr.

## Sehenswürdigkeiten
- romanische Kirche Saint-Gengoult mit Portal und Triumphbogen aus der zweiten Hälfte des 12. Jahrhunderts; auf rechteckiger Ebene Kirchenschiff und Chor, über dem romanischen Portal ein kleiner quadratischer Kirchturm, der mit Schiefer bedeckt ist; Umbauten im 18. Jahrhundert (Öffnungen des Kirchenschiffs, Rahmen des Kirchenschiffs von 1774, Spuren von gemalten Dekorationen) – Kirche seit 2003 als Monument historique ausgewiesen[4]
- kleines Wasserkraftwerk, erbaut um 1915 auf dem Gelände einer ehemaligen Wassermühle[5]
- Flurkreuz
- Reste einer alten Römerstraße

## Wirtschaft und Infrastruktur
In Juvanzé sind zwei Landwirtschaftsbetriebe ansässig (Getreideanbau, Viehzucht).
Juvanzé liegt an der Fernstraße D396 von Vitry-le-François nach Bar-sur-Aube. 17 Kilometer südlich von Juvanzé besteht ein Anschluss an die Autoroute A5 von Paris nach Langres.

## Belege
1. ↑  Ortsname auf cassini.ehess.fr
2. ↑  cassini.ehess.fr
3. ↑  insee.fr
4. ↑  Eintrag Nr. PA10000019 in der Base Mérimée des französischen Kulturministeriums (französisch)
5. ↑  Eintrag Nr. IA10000101 in der Base Mérimée des französischen Kulturministeriums (französisch)
6. ↑  Landwirtschaftsbetriebe auf annuaire-mairie.fr (französisch)